# Tuqui
Gabriel Gustavo Pinto, conocido como Tuqui (Buenos Aires, 22 de marzo de 1955-Mercedes, 26 de mayo de 2019), fue un humorista, artista polifacético y conductor de radio y televisión argentino. Fue reconocido en su país por sus múltiples trabajos humorísticos en diferentes medios de radio y televisión, como así también sus participaciones actorales en televisión y teatro argentinos. Tuvo también mucha vinculación con el universo del rock argentino, debido a sus conexiones con artistas del medio como Luca Prodan y Gustavo Nápoli, como así también sus participaciones en programas relacionados con el género, conducidos por Mario Pergolini, Elizabeth Vernaci o Juan Di Natale.
En 2012 sufrió un accidente de tránsito que derivó en múltiples complicaciones de su salud, a raíz de las cuales falleció el 27 de mayo de 2019.

## Biografía
Sus padres fueron Nito Pinto —quien trabajaba como taxista— y Chela Grande —quien lo hacía como modista. También tenía una hermana. En el 31 de enero de 1976 ingresa al servicio militar - última clase de 20 años, siendo destinado a hacer la instrucción en Punta Indio, en una ocasión donde el comandante recibía y daba la bienvenida en el cine-teatro de la base-y según sus palabras le gustaba tener una banda musical- a los nuevos conscriptos que ejecutaban algún instrumento o canción, llegado el turno de Tuqui canta "La Marcha de la Bronca" de Pedro y Pablo, al llegar al segmento que dice  "...es mejor tener el pelo libre que la libertad con fijador..." estalló de vivas y aplausos, por supuesto, fue cuando el comandante se levantó, dijo que era tarde y mandó a todos a dormir. Luego de varias insubordinaciones, así las llamaban, fue castigado a la ciudad de Ushuaia y oh! que paradoja en la incorporación él había pedido ir a dicha ciudad y lo habiín dejado en Punta Indio: Le dieron de baja el 30 de abril de 1977 pero ese año por un desperfecto del avión Electra que trasladaba los colimbas de regreso a Capital Federal, había que esperar más un mes y no le dieron la baja en zona, que varios habían pedido.
Hizo colaboraciones para la revista Humor y Satiricon.
Tuqui estudiaba abogacía y trabajaba en el Banco Provincia, puesto que le había conseguido la madre, después de haber trabajado de taxista como el padre, mechando trabajos artísticos en un café nocturno en Floresta. 
Entonces conoció la música del roquero Luca Prodan (1953-1987), que le cambió la vida.[cita requerida] En 1984 empezó a estudiar guitarra y a sacar algunos tangos.
En 1988 fue contratado en la radio Rock & Pop —con Mario Pergolini—, donde trabajó 20 años. En esa radio se hizo conocido, conduciendo varios programas dedicados al rock, donde mostró su particular humor ácido e irreverente como Subí que te llevo —al lado de Bobby Flores—, Se nos viene la noche —al lado de Juan Di Natale— y Tarde negra —al lado de Elizabeth Vernaci.
En 2001 trabajó en televisión como actor de reparto en Luna salvaje ―con Gabriel Corrado, Millie Stegman y Carina Zampini. Más tarde, realizó monólogos humorísticos en el programa Café Fashion.
Escribía columnas humorísticas en la revista Rock & Pop y en la revista Pelo.
Era fan del músico tanguero Astor Piazzolla y del club de fútbol All Boys.
En 2000 con su grupo Tuqui y los Hijos de Mil..., grabó un disco con canciones originales producido por Gustavo Rowek y Sergio Verdichevsky (Nativo - Rata Blanca). El disco cuenta con los músicos Caio Dabusti en batería, Lave Lavezzari en bajo, Fernando Cosenza en guitarra y músicos invitados como Raúl Parentella (el maestrulli de Susana Giménez), Quique Weimann en armónica y hasta Gillespi en trompeta, pero no fue publicado por razones de bajo presupuesto.
En enero de 2009 trabajó en el espectáculo de tango y humor Trasnoche Vip, en Mendoza. Durante todo el año 2009, 2010 y 2011 participó en el programa Justo a tiempo, con Julián Weich, Fierita y Zaira Nara.
Entre 2015 y 2017 tuvo su programa de radio por  Radio Rivadavia, llamado Salió el 73.
Desde 2018 trabajaba en la columna de humor de la revista Rolling Stone y formó la banda Tuqui y Los Pastafaris.

### Fallecimiento
En marzo de 2012 el comediante sufrió un accidente de moto que le provocó una fractura de cadera. Esta no soldó correctamente y le quedó una pierna más corta que la otra, obligándolo a utilizar muletas para caminar. Con respecto a ese incidente comentó: 

Tuve un accidente, iba en moto y un taxista desafortunadamente no me vio. Él quería doblar y yo no. Me convenció con el paragolpes. Salí volando y me fracturé la cadera, que quebré la cabeza del fémur. Me operé y no soldó. Me quedó una pierna más corta. No me puedo apoyar en esa pierna. Por lo tanto estoy perdiendo masa muscular.

En los últimos años, a las complicaciones de adicción y salud que tuvo tras el accidente de 2012, se le sumó la dificultad de conseguir trabajo y varias trabas burocráticas que se le presentaron al iniciar los trámites para obtener una pensión, según había dicho en algunas entrevistas. Esta situación lo sumió en una depresión.
En abril del 2019 se complicó su salud tras sufrir un ACV afectando la movilidad de su mano. El actor, humorista y locutor falleció la noche del 27 de mayo de 2019 debido a un paro cardiaco, a los 64 años de edad.

## Publicaciones
Entre mayo de 1985 y julio de 1986 fue editor de diez números de Gurbo, un fanzine editado en Buenos Aires junto a Martín Salías y Pedro Díaz.
- 1985: Aparente (cuento corto), en revista Sinergia, 8.
- 1985: Último día del mes (cuento), Cuásar, 6.
- 1986: El riesgo como forma de crecimiento (artículo), Sinergia, 11.
- 1986: El DLE (Diccionario de la lengua Española hizo valida la palabra Tuki cuyo significado es tocarle la cara a una persona.

Publicó una novela (Parapoliciales) y un libro de cuentos cómicos (Chistes machistas).